# Grigori Chtcherbatchiov
Grigori Dmitrievitch Chtcherbatchiov (Григорий Дмитриевич Щербачёв), né le 22 octobre 1823 à Moscou et mort le 17 novembre 1899 à Moscou, est un militaire russe, écrivain, éditeur et publiciste, fondateur avec Alexandre Alexandrovitch Obolonski du journal Lecture populaire (Народное чтение, Narodnoïe tchtenie).

## Biographie
Il commence sa carrière au régiment de la garde à cheval d'artillerie. Pendant le siège de Sébastopol, il commande une batterie de missiles et il est sévèrement blessé. En 1855-1859, il est aide-de-camp du général d'artillerie le baron Korff, en 1859, il entre au ministère de l'Intérieur. Le 1er octobre 1866, il est nommé général-major et plus tard directeur du corps des cadets d'Oriol (1867-1872). Il part à la retraite le 18 juin 1872 et entre dans le service civil, et il est longtemps maréchal de la noblesse de l'ouïezd de Mechtchovsk dans le gouvernement de Kalouga.
En 1856, année où la question paysanne est au premier plan avec l'abolition du servage, Obolonski a l'idée d'éditer un journal pour le peuple et pouvant constituer une lecture agréable et utile pour les paysans. Obolonski communique son idée à Chtcherbatchiov et ensemble ils développent cette entreprise sous le titre de Lecture populaire qui l'a volontairement partagée, et ensemble, ils ont développé le programme du magazine et ont décidé de l'appeler Lecture populaire. De l'avis des éditeurs, le magazine projeté devait satisfaire, tout d'abord, deux exigences: premièrement, il devait fournir aux gens une nourriture mentale saine et, deuxièmement, conformément aux moyens limités du lectorat visé, son prix devait être ramené « au minimum ». Ces buts sont atteints grâce en partie à l'aide du grand-duc Michel Nikolaïevitch, ce qui permet d'assurer un service d'abonnements à bas coût.
Il est inhumé au cimetière du monastère Donskoï de Moscou.

## Quelques publications
- Bref aperçu de la théorie et de la pratique de l'agriculture (Moscou, 1886).
- Causeries sur l'éducation et l'enseignement (Moscou).
- Douze ans de jeunesse. Souvenirs du temps du règne de Nicolas Ier (Moscou, 1892).
- Amour et Volonté (essai biographique, Moscou, 1892).
- Essais sur mes activités sous le règne d'Alexandre II (Moscou, 1891).

## Famille
Père : Dmitri Alexandrovitch Chtcherbatchiov (1796-1840) — lieutenant de réserve, propriétaire terrien du gouvernement de Kalouga, fils du major d'artillerie Alexandre Iakovlevitch Chtcherbatchiov et Anna Vassilievna Pissareva.
Mère : Alexandra Grigorievna Strekalova (vers 1806-1861) — fille de l'assesseur de collège Grigori Fiodorovitch Strekalov et de sa femme, Anna Vassilievna.
Sœur : Anastasia Dmitrievna Chtcherbatchiova (1825-1897) — célibataire.
Grigori Dmitrievitch Chtcherbatchiov épouse Catherine Danilovna Moroz (? - 24.11.1909), fille du conseiller secret et sénateur Daniil Matveïevitch Moroz et son épouse Lioubov Gavrilovna Bestoujev-Rioumine. Trois fils sont issus de cette union :
- Dmitri Grigorievitch (1857-1932) — général d'infanterie, émigre avec sa famille en France, meurt à Nice ;
- Daniil Grigorievitch (1858-1930) — directeur de l'orphelinat impérial de Saint-Pétersbourg, conseiller d'État effectif ;
- Sergueï Grigorievitch (1859-1917) — conseiller titulaire, secrétaire de la Société impériale orthodoxe de Palestine (en 1911-1913), littérateur.

## Source de la traduction
- (ru) Cet article est partiellement ou en totalité issu de l’article de Wikipédia en russe intitulé « Щербачёв, Григорий Дмитриевич » (voir la liste des auteurs).